# Ортографическая проекция в картографии

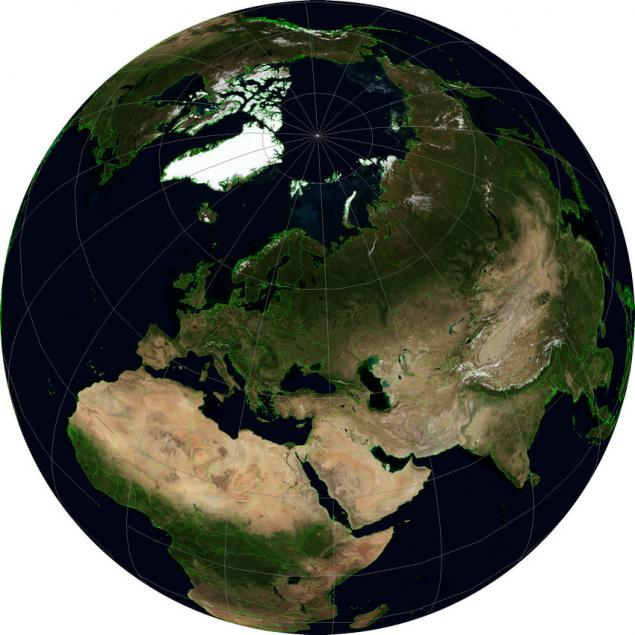
Ортографическая карта

Ортографическая проекция — один из способов картографической проекции
Использование ортографической проекции в картографии восходит к античности. Как и стереографическая проекция и гномоническая проекция, ортографическая проекция является перспективной (или азимутальной) проекцией, в которой сфера проецируется на касательную или секущую плоскость. Она изображает полушарие земного шара, как оно видно из космоса, где горизонт представляет собой большой круг. Формы и области искажены, особенно вблизи краев.

## История
Ортогональная проекция была известна с древних времен, его картографические использования были хорошо задокументированы. Гиппарх использовал проекцию во II веке до нашей эры, чтобы определить места восхода и захода звезд. Около 14 г. до н. э. римский архитектор и механик Марк Витрувий Поллион использовал проекцию для построения солнечных часов и вычисления положения Солнца.
Вероятно именно Витрувий дал проекции название «ортографическая», составив его из греческих слов orthos (греч. Ορθος — «прямой») и graphē (греч. Γραφη — «рисунок»)). Впрочем, долгое время проекция носила наименование аналемма, что означает солнечные часы, показывающие широту и долготу. Такое название широко использовалось вплоть до 1613 года, когда Франсуа д'Агилон из Антверпена ввел нынешнее.
Самые ранние сохранившиеся карты на проекции представлены в виде гравюр на дереве с изображением земных шаров 1509 г. (автор неизвестен), 1533 и 1551 гг. (Иоганн Шёнер), а также 1524 и 1551 гг. (Апиан). Это были грубые карты. Очень изысканная карта, разработанная ренессансным эрудитом Альбрехтом Дюрером и выполненная Иоганнесом Стабиусом, появилась в 1515 году.
Фотографии Земли и других планет с космических кораблей возродили интерес к ортографической проекции в астрономии и планетологии.

## Особенности
- параллели образуют круги с общим центром;
- параллели увеличивают свой диаметр все ближе приближаясь к экватору;
- меридианы образуют прямые линии.